# Kerry Huffman
Kerry Huffman (* 3. Januar 1968 in Peterborough, Ontario) ist ein ehemaliger kanadischer Eishockeyspieler und derzeitiger -trainer, der im Verlauf seiner aktiven Karriere zwischen 1985 und 1998 unter anderem 412 Spiele für die Philadelphia Flyers, Nordiques de Québec und Ottawa Senators in der National Hockey League auf der Position des Verteidigers bestritten hat.

## Karriere
Huffman verbrachte seine Juniorenzeit zwischen 1985 und 1987 bei den Guelph Platers in der Ontario Hockey League (OHL). Bereits in seinem ersten Jahr dort gelang dem Verteidiger der Gewinn des Doubles bestehend aus dem J. Ross Robertson Cup der OHL sowie dem Memorial Cup des Dachverbands Canadian Hockey League (CHL). Am Ende des Memorial Cups wurde er mit der George Parsons Trophy für den sportlich fairsten Spieler ausgezeichnet. Im sich anschließenden Sommer wurde der talentierte Abwehrspieler bereits in der ersten Runde des NHL Entry Draft 1986 an 20. Stelle von Philadelphia Flyers aus der National Hockey League (NHL) ausgewählt und schaffte zum Beginn der Saison 1986/87 gleich den Sprung in den Kader der Flyers. Allerdings wurde er nach neun Einsätzen zurück zu den Platers in die OHL geschickt, wo er die Spielzeit mit der Auszeichnung zum besten Verteidiger der Liga in Form der Max Kaminsky Trophy und der Wahl ins First All-Star Team beendete. Daraufhin erhielt er bei Philadelphias Farmteam Hershey Bears in der American Hockey League (AHL) weitere Einsätze bei den Profis.
Zur Spielzeit 1987/88 gelang dem 19-Jährigen der endgültige Sprung in den Kader der Flyers. Dort bestritt er in seiner Rookiesaison 52 Einsätze. Zwar wusste Huffman mit seinem Talent in der Offensive zu überzeugen, allerdings überwogen seine Defizite in der Defensive, die der damalige Flyers-Cheftrainer Mike Keenan immer wieder vorschob, um Huffman aus dem Kader zu streichen. Bis in die Spielzeit 1990/91 fand sich die einstige Erstrunden-Wahl daher immer wieder im Kader der Hershey Bears wieder und er ließ jegliche Konstanz und Selbstsicherheit auf dem NHL-Niveau vermissen. Zwischenzeitlich erbat Huffman sogar eine Auszeit und kehrte in seinen Heimatort zurück, um sich über seine Zukunft klar zu werden. Letztlich war die Geduld des Flyers-Managements im Juni 1992 aufgebraucht, obwohl er nach seiner Rückkehr seine bis dato beste NHL-Saison mit 32 Scorerpunkten in 60 Spielen absolviert hatte. Huffman wurde Teil eines der größten Transfergeschäfte der NHL-Geschichte. Gemeinsam mit Steve Duchesne, Peter Forsberg, Mike Ricci, Ron Hextall, dem Erstrunden-Wahlrecht der Flyers im NHL Entry Draft 1993, 15 Millionen US-Dollar sowie später Chris Simon und Philadelphias Erstrunden-Pick im NHL Entry Draft 1994 wurde er an die Nordiques de Québec abgegeben, die im Gegenzug Eric Lindros zu den Flyers schickten.
Bei den Nordiques verbrachte der Kanadier lediglich eineinhalb Spielzeiten. Nachdem er im Januar 1994 auf der Waiver-Liste gestanden hatte, wurde er von dort von den Ottawa Senators ausgewählt. Für das kanadische Hauptstadt-Franchise war der Defensivspieler ebenfalls nur gut zwei Jahre aktiv. Ein erneuter Transfer brachte ihn im März 1996 zurück zu den Philadelphia Flyers, für die er seine letzten vier NHL-Partien bestritt. Schließlich ließ Huffman seine Karriere in den folgenden drei Jahren in der International Hockey League (IHL) ausklingen, wo er zunächst eine Spielzeit für die Las Vegas Thunder aufs Eis ging und abschließend zwei Spieljahre bei den Grand Rapids Griffins verbrachte.
Nach seinem Karriereende schloss Huffman ein Studium in Rechtswissenschaften an der Kaplan University mit dem Bachelor ab. Zudem war er als von der National Hockey League Players’ Association NHLPA zertifizierter Spieleragent tätig. Zur Saison 2016/17 kehrte Huffman abermals in die Organisation der Flyers zurück und wurde Assistenztrainer im Farmteam Lehigh Valley Phantoms in der AHL. Zwischen Dezember 2018 und April 2019 war er zwischenzeitlich als Cheftrainer tätig, kehrte zur Spielzeit 2019/20 aber wieder auf den Assistenzposten zurück.

### International
Auf internationaler Ebene vertrat Huffman sein Heimatland Kanada mit der U20-Nationalmannschaft bei der Junioren-Weltmeisterschaft 1987 in der Tschechoslowakei und mit der A-Nationalmannschaft bei der Weltmeisterschaft 1992, ebenfalls in der Tschechoslowakei ausgetragen. Dabei gewann der Verteidiger bei beiden Turnieren keine Medaille. Bei der Junioren-Weltmeisterschaft wurden das kanadische und sowjetische Team noch vor dem Turnierende wegen einer Massenschlägerei disqualifiziert, bei der Weltmeisterschaft scheiterten die Kanadier bereits im Viertelfinale und belegten den achten Rang fernab der Medaillen.

## Erfolge und Auszeichnungen
| - 1986 J.-Ross-Robertson-Cup-Gewinn mit den Guelph Platers - 1986 Memorial-Cup-Gewinn mit den Guelph Platers - 1986 George Parsons Trophy | - 1987 Max Kaminsky Trophy - 1987 OHL First All-Star Team |

## Karrierestatistik

### International
Vertrat Kanada bei:
- Junioren-Weltmeisterschaft 1987
- Weltmeisterschaft 1992

(Legende zur Spielerstatistik: Sp oder GP = absolvierte Spiele; T oder G = erzielte Tore; V oder A = erzielte Assists; Pkt oder Pts = erzielte Scorerpunkte; SM oder PIM = erhaltene Strafminuten; +/− = Plus/Minus-Bilanz; PP = erzielte Überzahltore; SH = erzielte Unterzahltore; GW = erzielte Siegtore; 1 Play-downs/Relegation; Kursiv: Statistik nicht vollständig)